# 김보용
김보용(한국 한자: 金甫容, 1997년 7월 15일 ~ )은 대한민국의 축구 선수로, 포지션은 윙어이다.

## 클럽 경력
김보용은 숭실대학교 축구부 출신으로, K3리그 화성 FC에 입단하면서 성인 무대에 데뷔하였다. 이후 2019년 11월에 치러진 전남 드래곤즈 프로 선수단 공개테스트에 지원하여 88:1의 경쟁률을 뚫고 합격하였다.
K리그2 2020 시즌을 앞두고 전남 드래곤즈와 프로 계약을 체결하였다. 김보용은 2020 시즌 1라운드 경남 FC와의 원정 경기에서 69분 경 하승운과 교체 투입되면서 프로 데뷔 무대를 가졌다.
2021시즌을 앞두고 우즈베키스탄 슈퍼리그의 FC 투론으로 이적했다.
2022년 6월, 타이 리그 2의 치앙마이 FC에 입단했다.
2023년 7월 치앙마이 FC와 계약을 해지하고 부천 FC 1995로 이적하게 되었다.